# Corallochytrium

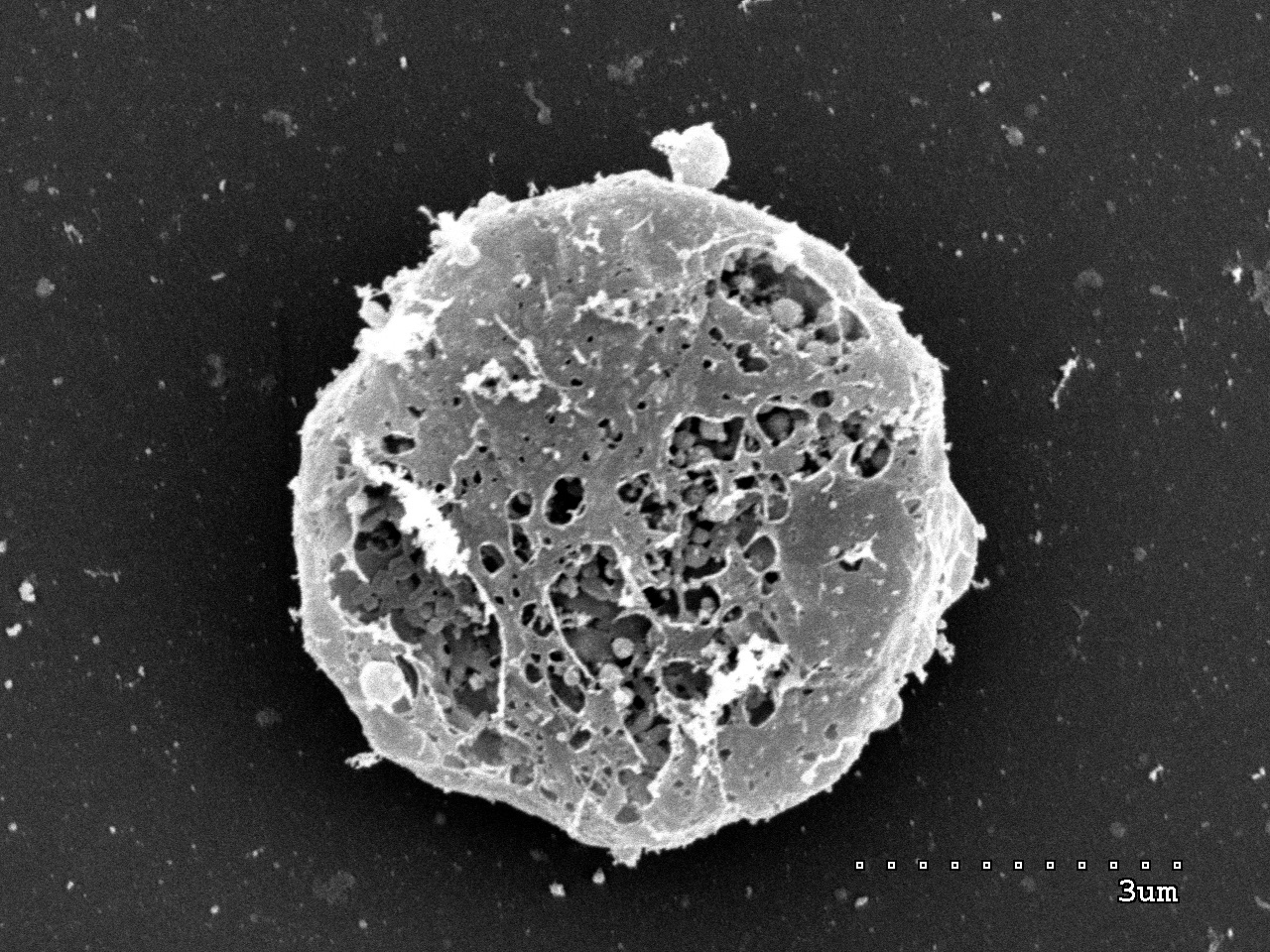
REM-Aufnahme von Corallochytrium limacisporum

Die Gattung Corallochytrium gehört zur Klade (Klasse?) Corallochytrea (synonym Pluriformea), in die noch die Gattung Syssomonas klassifiziert wird.
Die einzige bisher bekannte Art der Gattung ist Corallochytrium limacisporum. Sie wurde erstmals 1987 von Seshagiri Raghukumar (alias S. Raghu-Kumar) in den Korallenriff-Lagunen des Arabischen Meeres entdeckt und benannt.
Zunächst wurde angenommen, dass es zu den Thraustochytriden (unter den Netzschleimpilzen) gehört. Das wurde jedoch später widerlegt, da Corallochytrium anders als diese keine Zilien (Flimmerhärchen) besitzt und auch keine Sagenogene (auch Bothrosomen genannt).
Die Gattung wird heute auch nicht mehr zu den Choanoflagellaten bzw. Choanozoa klassifiziert, sondern in deren verwandtschaftlicher Nähe gesehen.
Die meisten Forschungen zu dieser Gattung wurden durchgeführt, um die Evolution von Tieren und Pilzen aufzudecken, da Corallochytrium sowohl Enzyme besitzt, die teilweise tierischen und teilweise pilzlichen homolog sind.

## Etymologie
Der Gattungsname Corallochytrium verweist auf de Lebensraum der Korallenriff-Lagunen, in dem die Spezies zuerst gefunden wurde und die Thraustochytriden, zu denen man diese Organismen ursprünglich klassifiziert hatte. Das Art-Epitheton limacisporum leitet sich von den limaxförmigen (nacktschneckenförmigen) Sporen ab, die von der Zelle produziert werden.

## Beschreibung
Corallochytrium limacisporum ist ein rundlicher, mit ca. 5–20 μm Durchmesser kleiner, nicht photosynthetischer Protist.
Die Zellen haben keine Zilien (Flimmerhärchen) und auch keine Sagenogene (auch Bothrosomen genannt), was sie von Netzschleimpilzen einerseits und von echten Choanoflagellaten andererseits unterscheidet.
Die Zellen haben eine dünne Wand, die sich in ihrer Zusammensetzung aber von der bei Pilzen unterscheidet. Wie Pilze und Choanoflagellaten haben die Mitochondrien von Corallochytrium flache Cristae.

## Habitat und Ökologie
Corallochytrium ist ein mariner Protist, der in Korallenriff-Lagunen im Arabischen Meer vorkommt.
C . limacisporum lebt räuberisch und ernährt sich auch von im Vergleich zu Bakterien großer mikroeukaryotischer Beute.
Wie Pilze kann Corallochytrium auch saprotroph, d. h. von toter, sich zersetzender organischer Substanz leben.
Neben dem ursprünglichen Raghukumar genannten Stamm haben Xavier Grau-Bové et al, 2017 über einen Hawaii genannten Stamm berichtet, den sie in der Kaneohe Bay (Kāneʻohe Bay, Oʻahu, Hawaii) gefunden hatten.
Darüber hinaus geben partielle Sequenzen, ebenfalls von Hawaii, Hinweise auf mögliche weitere Spezies der Gattung.

## Genom und Proteom
Corallochytrium besitzt die für Pilze typische α-Aminoadipat-Reduktase (α-AAR). Diese ist am α-Aminoadipat-Weg (AAA) beteiligt, der in Pilzen Aminosäuren aus anorganischem Stickstoff synthetisiert (Stickstofffixierung). α-AAR ist ein in Pilzen evolutionär konserviertes Enzym.
Das Vorkommen von α-AAR in Corallochytrium deutet daher auf die Verwandtschaft der Gattung mit Pilzen hin.
Corallochytrium besitzt auch ein Gen für die C14-Sterol-Reduktase (C14SR, auch Sterol-Δ14-Reduktase), die in den Sterinweg von Tieren und Pilzen eingebunden ist.
Während vom ursprünglichen Stamm C. limacisporum Raghukumar nur von Teilen des Genoms DNA-Sequenzen bekannt sind,
wurde der Stamm C. limacisporum Hawaii 2017 vollständig sequenziert.

## Lebenszyklus

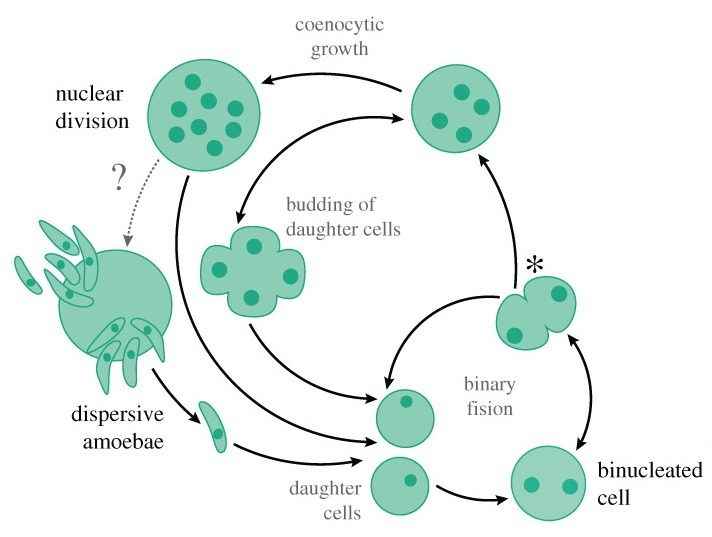
Lebenszyklus von C. limacisporum

Vom Lebenszyklus von Corallochytrium ist bekannt, dass diese Organismen Kolonien durch binäre, „palintomische“ Zellteilung bilden kann. Dies ist eine schnell wiederholte Zellteilung ohne zytoplasmatisches Wachstum dazwischen und ein Merkmal der frühen embryonalen Phase bei Tieren.
Der Lebenszyklus von Corallochytrium schließt mit der Freisetzung von limaxförmigen (nacktschneckenförmigen) Sporen (englisch dispersal amoebae, Verbreitungs- oder Streuamöben) ab.

## Systematik

### Ãußere Systematik

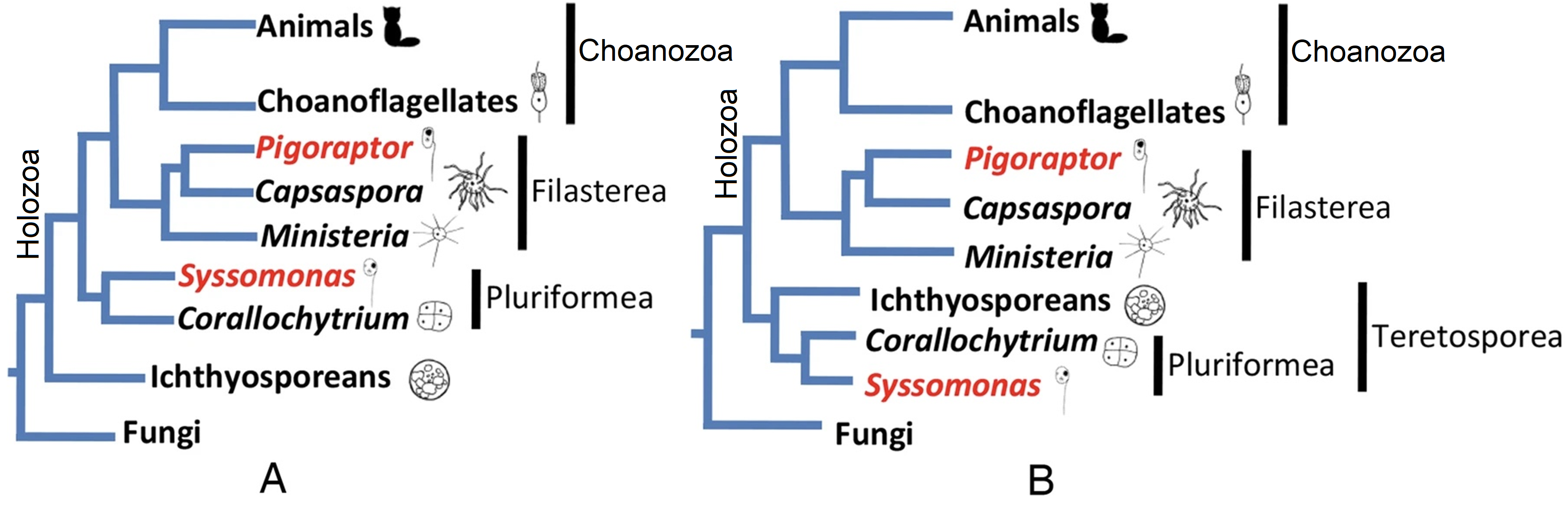
Schematische Darstellung der möglichen phylogenetischen Position von Corallochytrium und verwandten Gattungen.
A: Pluriformea als Schwesterklade zu einer die Tiere, Choanoflagellaten und Filasterea (einschließlich Pigoraptor) umfassenden Klade (nach Hehenberger et al.),
B: Pluriformea als Schwesterstamm zu Ichthyosporea innerhalb von Teretosporea (nach López-Escardó et al.).
Hervorgehoben sind die neuen Gattungen Syssomonas und Pigoraptor.

C. limacisporum wurde erstmals 1987 in Korallenriff-Lagunen der drei Lakshadweep-Inseln Agatti, Kavaratti und Bangaram im Arabischen Meer entdeckt und benannt.
Ursprünglich dachte man, dass der neu entdeckte Organismus zu den Thraustochytriden (unter den Netzschleimpilzen) gehört. Dies eine Gruppe von Protisten, die Pilzen ähnlich sind und auch Fäden produzieren, aus denen sie Nährstoffe aufnehmen.
Cavalier-Smith und Allsopp konnten dies 1996 aber widerlegen.
Corallochytrium besitzt anders als Netzschleimpilze keine Zilien (Flimmerhärchen) und auch keine Sagenogene (auch Bothrosomen genannt).
In einer phylogenetischen Analyse wurde dann auch festgestellt, dass Corallochytrium nicht zu den Thraustochytriden gehört, sondern näher mit den Choanoflagellaten (Kragengeißeltierchen) verwandt ist.
Cavalier-Smith wies daher Corallochytrium eine neue Ordnung und Klasse unter dem Stamm Choanozoa zu: Corallochytrida und Corallochytrea (syn. Pluriformea).
Im Jahr 2015 zeigten Torruella et al., dass Corallochytrium (zusammen mit der zwischenzeitlich entdeckten Gattung Syssomonas) in den Ichthyosporea eine Schwestergruppe hat. Nach der Teretosporea-Hypothese bilden diese zusammen eine Teretosporea genannte Klade, die eine frühe Verzweigungslinie einzelliger Organismen ist, und von der man annimmt, dass sie zu den engsten Verwandten der Tiere gehört.
Nach einer anderen Auffassung (Hehenberger et al.) sind die Schwestergattungen Corallochytrium und Syssomonas jedoch näher mit den Choanozoa (Choanoflagellaten und Tiere) und Filasterea verwandt als die Ichthyosporea.

### Innere Systematik
Details zur Gattung selbst:
Gattung Corallochytrium S. Raghu-Kumar 1987
- Spezies Corallochytrium limacisporum Raghu-Kumar 1987 bzw. Raghuk. 1987 (Typusart)
  - Stamm Raghukumar[12]
  - Stamm Hawaii (Kaneohe Bay)[9]
- Spezies Corallochytrium sp. LM574 (im Sand vor Hawaii, Mahdi & Donachie, Oktober 2006[10])
- Spezies Corallochytrium sp. LM578 (im Sand vor Hawaii, Mahdi & Donachie, Oktober 2006[11])

## Bedeutung
Corallochytrium limacisporum ist zu einer bedeutenden Art geworden, wenn es darum geht, die Diversifizierung der Tiere und Pilze im Lauf der Evolution der Opisthokonten zu enträtseln. Man geht davon aus, dass Corallochytrium (zusammen mit Syssomonas, d. h. die Pluriformea) und die Ichthyosporea die frühesten Zweige der Holozoa (Tiere und alle ihre Vorfahren, mit Ausnahme der Pilze) sind; auch wenn manche phylogenetische Bäume Corallochytrium näher an die Pilze rücken. Phylogenetische Bäume, die auf dem α-AAR-Gen basieren, ordnen Corallochytrium als Schwestergruppe zu den Pilzen ein, während Bäume, die andere Gene, wie z. B. die C-14-Reduktase, verwenden, in Bezug auf die Zuordnung zu Tieren oder Pilzen nicht schlüssig sind.
Aufgrund dieser Bedeutung gilt Corallochytrium limacisporum als Modellorganismus.